# Kidung Sunda
 (février 2011).
Le Kidung Sunda ou « Geste de Sunda » est un poème écrit au XVIe siècle en moyen-javanais dans la forme dite tembang. On en a retrouvé une copie à Bali. Sunda est le nom d'une région qui couvre la plus grande partie de la province indonésienne de Java occidental. 
Ce poème raconte l’histoire du roi Hayam Wuruk de Majapahit (règne 1350-1389), qui va se marier avec la princesse Dyah Pitaloka (encore appelée Citraresmi), fille du roi de Sunda. Pitaloka est amenée en grande pompe à Majapahit par son père. La délégation campe à Bubat, non loin de la rive du fleuve Brantas où elle a débarqué. Hayam Wuruk envisage de se rendre au camp pour le mariage, mais le premier ministre (mahapatih) de Majapahit, Gajah Mada, n’est pas d'accord. Il considère que Sunda est un vassal de Majapahit, et que c'est au roi d'amener sa fille au palais, où elle ne sera d'ailleurs qu'une concubine. Outragé, le roi de Sunda, à qui un messager a fait parvenir ce qu'il ressent comme un ordre, refuse. Devant ce refus, Gajah Mada décide d'envoyer des soldats à Bubat pour forcer le roi à céder sa fille. Le roi persiste dans son refus. S'ensuit une bataille, où la garde du roi de Sunda est massacrée par les soldats javanais. Plutôt que de subir l'affront d'une capture, Dyah se suicide. Quand Hayam Wuruk arrive sur les lieux, il est trop tard. On l'amène devant le corps de la princesse. Il la couvre de son corps et demande à mourir avec elle.

## Versions
Un expert hollandais de la littérature javanaise, le docteur C.C. Berg, a fait la découverte de plusieurs versions de Kidung Sunda. On lui doit la critique et la publication de deux de ces versions :
1. Kidung Sunda
2. Kidung Sundâyana (Le voyage des Sundanaises)

Kidung Sunda est plus long que Kidung Sundâyana. D'un point de vue littéraire, la première version est supérieure à la seconde. C'est de cette première version dont il sera question dans l'article qui suit.

## Résumé
Le Kidung Sunda comporte trois chants. 

### Chant I
Hayam Wuruk, le roi de Majapahit, cherche une femme. Il envoie donc des émissaires dans tout l’archipel indonésien (appelé dans le texte Nusantara, "les îles de l'extérieur" par rapport à Java) pour y chercher une femme apte. Ils reviennent avec des peintures des belles demoiselles aristocrates. Mais hélas, personne ne peut le séduire. Puis le roi oit que la princesse de Sunda est célèbre pour sa beauté. Il envoie donc un peintre. Après quelque temps, le peintre revient avec un portrait. À ce moment-là, les deux oncles de Hayam Wuruk, le prince de Kahuripan et le prince de Daha (Kediri), viennent lui rendre visite. Tous deux s'inquiètent de ce que leur neveu est encore célibataire. 
Hayam Wuruk contemple le portrait de la princesse sundanaise et il est charmé par sa beauté. Il envoie un émissaire, Madhu, pour demander sa main. 
Après six jours de mer, Madhu arrive à Sunda. Il demande une audience auprès du roi. Il explique la raison de sa venue. Le roi est heureux que le grand souverain de Majapahit ait choisi sa fille. Mais la princesse elle-même ne dit rien.  
Madhu rentre aussitôt à Majapahit, et remet la réponse au roi Hayam Wuruk. Bientôt le parti de Sunda part, il se compose de deux cents grandes jonques. Et au total, il y a environ deux mille vaisseaux.  

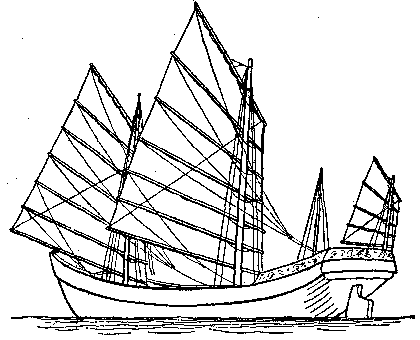
Un image d'une jonque. Il est possible que le parti de Sunda voyageait avec ce type de bateau.

Mais quand la famille royale de Sunda s’embarque, elle décèle ce qu'elle juge être un mauvais signe. Le vaisseau qui les emmènerait à Majapahit est du type "Jonque chinoise", comme on utilise souvent depuis la guerre de Wijaya. La guerre de Wijaya était une guerre civile sanglante, qui faisait rage quelque temps plus tôt. Dans cette guerre, il y eut aussi une invasion des Chinois ou des Mongols, à Java en 1293. 
A ce moment-là, on est occupé par les préparations d'accueil des hôtes de Sunda. Dix jours plus tard, le chef de port de Bubat rapporte que le parti de Sunda est déjà visible. Le roi Hayam Wuruk et ses deux oncles se mettent en route pour Bubat. Mais Gajah Mada, le grand vizir, ne donne pas son accord. Il trouve que ce n’est pas correct pour un roi ou même un empereur de Majapahit comme Hayam Wuruk, d'accueillir un roi vassal comme le roi de Sunda. Peut-être est-il un ennemi qui se déguise... 
L'intention de Hayam Wuruk d’aller à Bubat disparaît, car il suit l’avis de Gajah Mada. Les dignitaires du palais sont étonnés, mais ils n’osent pas dire quoi que ce soit.   
À Bubat, on a ouï les derniers bruits de la capitale de Majapahit. Le roi de Sunda y envoie donc un émissaire. On va à Majapahit et marche directement vers l’homme de Gajah Mada. Là, ils lui racontent que le roi de Sunda a l’intention de retourner parce qu’il pense que Hayam Wuruk manque sa promesse de marier la princesse officiellement et la prendre comme une reine. Un débat violent le suis comme Gajah Mada a l’opinion que les Sondiens sont les vassaux de Majapahit comme les autres peuples de Nusantara. Donc ils n’ont pas de droit pour en demander. Et puis un affrontement armé a failli se passer, si Smaranata, le prêtre royal de Majapahit n’intervient pas.
Alors l’émissaire de Sunda revienne après l’on l’assure que le roi de Majapahit va les donner une décision finale dans deux jours.
Ensuite, après l’on a raconté les dernières nouvelles au roi de Sunda, il est furieux. Il dit que c’est mieux de mourir comme un chevalier que vivre, mais humilié par les Majapahits. Ses soldats l’approuvent et ils disent qu’ils veulent le défendre.
Depuis, le roi de Sunda, approche la reine et la princesse. Il leur demande de retourner. Mais elles refusent et elles insistent de séjourner chez lui.

### Chant II
Tout est prêt dans les deux camps pour la bataille. Un émissaire de Majapahit est envoyé avec un message exposant des conditions. Le roi de Sunda les refuse avec colère. L'affrontement est  inévitable.  
L’armée de Majapahit est composé des soldats en première ligne, puis des commandants, du patih (premier ministre) Gajah Mada et finalement du roi Hayam Wuruk et de ses deux oncles Kahuripan et Daha. 
Le combat commence. Au début, beaucoup de soldats du camp de Majapahit sont tués.  Mais finalement les soldats de Sunda perdent. Le patih de Sunda est tué par Gajah Mada. Le roi de Sunda est tué par Kahuripan et Daha. 
Presque tous les Sundanais sont massacrés, sauf un ministre, appelé Pitar ("malin") par ce qu’il feint d’être mort entre des cadavres des autres soldats. Pitar s'échappe et se précipite à la tente de la reine et de la princesse. Là, il rend compte de l'issue de la bataille. Après avoir entendu Pitar, la reine et la princesse se suicident, suivies des femmes des officiers de Sunda, qui se donnent la mort au-dessus des cadavres de leurs maris.

### Chant III
Cependant, Hayam Wuruk, voyant l'issue de la bataille, s'inquiète pour la princesse.  Il se rend au campement sundanais pour la voir. En la trouvant morte, il la pleure et demande à être uni à elle.
Une cérémonie est tenue pour honorer les morts. Peu de temps après, Hayam Wuruk meurt à son tour de chagrin. Après les funérailles, ses deux oncles s'entretiennent de la situation grave à Majapahit. Ils tiennent le Premier ministre Gajah Mada responsable de cette situation et se rendent chez lui. Gajah Mada sent alors son heure venue. Il se retire comme ascète et finit par disparaître dans le néant. 
Les princes de Kahuripan et Daha retournent à leurs terres pour oublier cette triste histoire.

## Commentaires
Le Kidung Sunda doit être considéré comme un œuvre littéraire et non comme un document historique fiable, même si les événements décrits sont sans doute fondés sur des faits.
Généralement on peut dire que l’histoire est racontée de manière directe et simple, ce qui diffère d'autres œuvres du même genre. La narration combine des éléments romantiques et dramatiques. Avec des descriptions et des dialogues animés, les protagonistes sont portés à la vie. En outre, l'histoire est logique et vraisemblable. Il n'y a aucune mention des impossibilités, exagérations au-delà de croyance et les choses surnaturelles, excepté une chose qui est la disparition de Gajah Mada (son moksha ). Ceci ne correspond pas non plus à d'autres sources historiques contemporaines. Il doit dire que l'auteur ou le narrateur a choisi le côté du Sundanese dans ce récit. Par conséquent beaucoup de choses ne correspondent pas à d'autres sources comme cité précédemment .

## L'auteur
Tous les manuscrits connus du Kidung Sunda proviennent de Bali. Cependant, on ne sait pas où l'œuvre a été composée, à Java ou à Bali. L'identité de l'auteur et la date de la composition ne sont pas connues non plus. Dans l'histoire, il y a mention d'armes à feu. Mais ceux-ci ne s'avèrent pas être un critère qui valide jusqu'ici le texte. Les indonésiens déjà ont connu les armes à feu relativement tôt. Du moins après que les Portugais sont venus à l'archipel dedans 1511, mais probablement beaucoup plus tôt du Chinois. C'est un fait connu que les Portugais ont été salués par des salves quand ils sont arrivés dans les Moluques. De toute façon, cette poésie doit se composer après 1540 car il y a une description de cheval d'Anèpaken, le vizier de Sunda. Son cheval est comparé au cheval de Rangga Lawe, un caractère bien connu d'une autre poésie de Javanese ; Kidung Rangga Lawe. le dernier s'est composé en 1540. Kidung Sunda contient des mots empruntés au persan et à l'arabe, comme kabar ("nouvelles") et subandar (maître du port), ce qui laisse penser que l'œuvre a été composée à Java à une époque où l'islam était déjà bien établi dans les milieux dirigeants.

## Quelque fragments
Quelques fragments du texte seront présentés sur le suivant. Le texte est pris de l'édition de C.C. Berg's (1927). Cependant, l'épellation a été légèrement modifié selon l'utilisation moderne. Juste comme en édition de Berg, aucune distinction entre le retroflex et les arrêts dentaires n'est faite. Sanskrit les loanwords sont orthographiés de la façon de Javanese.

### Gajah Mada qui est verbalement maltraité par le délégué de Sundanese (vers 1. 66b - 1. 68a.)
Ih angapa, Gajah Mada, agung wuwusmu i kami, ngong iki mangkw angaturana sira sang rajaputri, adulurana bakti, mangkana rakwa karěpmu, pada lan Nusantara dede Sunda iki, durung-durung ngong iki andap ring yuda.
Abasa lali po kita nguni duk kita aněkani jurit, amrang pradesa ring gunung, ěnti ramening yuda, wong Sunda kagingsir, wong Jipang amburu, praptâpatih Sunda apulih, rusak wadwamu gingsir.
Mantrimu kalih tinigas anama Lěs Beleteng angěmasi, bubar wadwamu malayu, anânibani jurang, amurug-murug rwi, lwir patining lutung, uwak setan pating burěngik, padâmalakw ing urip. 
Mangke agung kokohanmu, uwabmu lwir ntuting gasir, kaya purisya tinilar ing asu, mengkene kaharěpta, tan pracura juti, ndi sasana tinutmu gurwaning dustârusuh, dadi angapusi sang sadubudi, patitânêng niraya atmamu těmbe yen antu.
Traduction:
- "bien, que signifie-t-il, Gajah Mada, pour vous avoir une si grande bouche contre nous ? Vous vous attendez à ce que nous livrions la princesse accompagnée de la marque de l'obeisance ? Vous nous voyez comme vassaux ? Nous sommes différents, nous sommes Sundanese, et nous n'avons jamais perdu une bataille.
- Elle est comme si vous oubliez les anciens temps, quand vous avez attaqué les villages sur les montagnes. C'était une bataille féroce, le Sundanese ont été conduits, chassé ensuite par les hommes de Jipang. Mais alors le vizier grand de Sunda est revenu et course. Vos hommes étaient en retrait.
- Vos ministres Les et Beleteng ; ont été frappés et tués. Vos hommes étaient dans le désordre et retraité. Certains sont tombés dans les ravins et ont été piqués les épines. Ils sont morts comme singes, belettes et setan (?), là gémissaient partout. Chacun a demandé à être laissé vivant.
- Et maintenant vous vomissez de tels grands mots ? L'odeur de votre souffle est comme le vent d'un cricket, comme excrément à gauche derrière par un chien. Un tel désir à vous est peu convenable et trompant. Le puits quel genre de loi êtes vous suivant, celui êtes-vous un maître de mal et de la corruption ? Vous voulez tromper de bonnes gens ? Votre âme descendra à l'enfer plus tard, quand vous mourez!"

### Le roi de Sunda qui rejette les conditions de Majapahit (vers 2.69 – 2.71)
[...], yan kitâwĕdîng pati, lah age marĕka, i jĕng sri naranata, aturana jiwa bakti, wangining sĕmbah, sira sang nataputri.
Wahu karungu denira sri narendra, bangun runtik ing ati, ah kita potusan, warahĕn tuhanira, nora ngong marĕka malih, angatĕrana, iki sang rajaputri.
Mong kari sasisih bahune wong Sunda, rĕmpak kang kanan keri, norengsun ahulap, rinĕbateng paprangan, srĕngĕn si rakryan apatih, kaya siniwak, karnasula angapi.
Traduction : 
- [...] "si vous avez peur pour mourir, alors venu en avant et obeisance de salaire aux pieds de sa majesté le roi et lui offrir l'évidence vivante de votre servitude : l'obéissance parfumé, princes."
- Le roi de Sundanese juste a à peine entendu ceci, car il s'est levé en colère : "hé, écoutez vous des messagers, dites juste à votre maître que je n'ai pas l'intention de l'approcher et de transporter la princesse !
- Même si les Sundanais ont seulement un bras à gauche, ou même plus si les bras droits et gauches sont détruits, leurs yeux ne seront pas impressionnés s'ils sont dépassés en nombre sur le champ de bataille." Le vizier de Sunda vizier obtient également irrité comme il a entendu les mots pointus (du délégué de Majapahit).

### Hayam Wuruk et la princesse qui est déjà morte (vers 3.29 – 3. 33)
Sireñanira tinañan, unggwani sang rajaputri, tinuduhakěn aneng made sira wontěn aguling, mara sri narapati, katěmu sira akukub, perěmas natar ijo, ingungkabakěn tumuli, kagyat sang nata dadi atěmah laywan.
Wěněsning muka angraras, netra duměling sadidik, kang lati angrawit katon, kengisning waja amanis, anrang rumning srigading, kadi anapa pukulun, ngke pangeran marěka, tinghal kamanda punyaningsun pukulun, mangke prapta angajawa.
Sang tan sah aneng swacita, ning rama rena inisti, marmaning parěng prapta kongang mangkw atěmah kayêki, yan si prapta kang wingi, bangiwen pangeraningsun, pilih kari agěsang, kawula mangke pinanggih, lah palalun, pangdaning Widy angawasa. 
Palar-palarěn ing jěmah, pangeran sida kapanggih, asisihan eng paturon, tan kalangan ing duskrěti, sida kâptining rawit, mwang rena kalih katuju, lwir mangkana panapanira sang uwus alalis, sang sinambrama lěnglěng amrati cita. 
Traduction : 
- Il a demandé aux bonnes d'enfants concernant le lieu de la princesse. Elles lui ont montré un endroit au milieu où il y avait quelqu'un se trouvant. Le roi est venu voir qu'il a été couvert de couverture faite de fils d'or verts sur la terre. Il a découvert et a été choqué, car elle était devenue un cadavre.
- La pâleur de son visage ravissait, qu'elle les yeux étaient demi fermés ; ses lèvres étaient belles pour voir ; elle a découvert des dents a présenté un aspect amical et a rivalisé les fruits d'un arbre gading de sri (un certain genre de noix de coco). Elle était comme si elle l'a salué : "mon seigneur, presque veuillez venir et voient comment mon contrat méritoire en venant à Java est récompensé... (? Incertain).
- C'a été dans l'esprit de mon père et de ma mère toute l'heure. Et c'était leur désir. C'est la raison pour laquelle ils m'ont accompagné. Et voyez comment il toutes les extrémités vers le haut ! Si vous étiez ici le jour avant hier, je pourrais avoir pour être encore vivant et être mariée. Oh comment cruel est ce destin fourni par la toute-puissante !
- Espérons mon seigneur que nous serons unis et mensonge à côté de l'un l'autre sur le divan, sans destin mauvais obtenant de notre manière. Puis le souhait de mon père et de ma mère sera accompli, qui enchantera tous les deux nous." Il était comme si le cadavre a parlé d'une telle façon. Celui à qui a été parlé, a été déconcerté, il s'est senti déprimé.